# Simpson Horror Show XXIV
Le Simpson Horror Show XXIV (France) ou Spécial d'Halloween XXIII (Québec) (Treehouse of Horror XXIV) est le deuxième épisode de la vingt-cinquième saison de la série télévisée Les Simpson et le 532e épisode de la série. Il est sorti en première sur la chaîne américaine Fox le 6 octobre 2013.

## Synopsis

### Oh, les endroits qu'on va t'oh!
C'est le soir d'Halloween. Bart, Lisa et Maggie ont les oreillons, ce qui leur interdit de manger des bonbons. Marge part à une soirée déguisée et laisse les enfants seuls à la maison. Les enfants entendent un bruit : "The fat in the hat" (littéralement le gros chapeauté, inspiré du Chat chapeauté du Dr Seuss) arrive chez eux. L'étrange personnage fait une piqûre aux enfants et leurs oreillons sont soignés. Le gros chapeauté propose aux enfants une expédition dans Springfield. Mais celui-ci sème la pagaille à Springfield : il écrit sur les gens, baisse leurs pantalons, il brûle même la maison de M. Burns, ce dernier ayant refusé de leur donner des bonbons. Le mystérieux animal continue à semer la terreur en volant Apu ou en tuant Moe. Les enfants ne rient plus des farces du gros chapeauté. Ils décident alors de rentrer chez eux mais il y est déjà, et souhaite rester à tout jamais. Maggie tue alors l'étrange animal avec un parapluie et les enfants mangent leurs bonbons en faisant semblant de ne pas être guéris.

### La tête sur les épaules
Bart et Milhouse jouent dans un aéroport avec un cerf-volant dans les airs pour apeurer les pilotes. Milhouse s'en va et Bart reste pour y passer la nuit. Pour que son cerf-volant ne s'envole pas lorsqu'il dormira, il décide de l'accrocher à son cou. Mais, pendant la nuit, le journaliste de Channel 6 passe en hélicoptère, percute le cerf-volant et décapite malencontreusement Bart. Sa tête est alors recollée au corps de Lisa. Ils sont donc contraints de s’adapter à ce brusque changement.

### Un vrai monstre
Ce segment se déroule dans les années 30, au cirque « Burnsum & Bailey ». Il attire beaucoup de monde et présente des monstres et humains mutants. Ceux-ci sont rejetés par les humains normaux mais Marguerite (Marge), une acrobate dont Strongman (Homer) est amoureux veut que monstres et humains soient traités de manière égale.

## Audition
Lors de sa première diffusion aux États-Unis, l'épisode a attiré 6.31 millions de téléspectateurs.